# Ambroise d'Optina

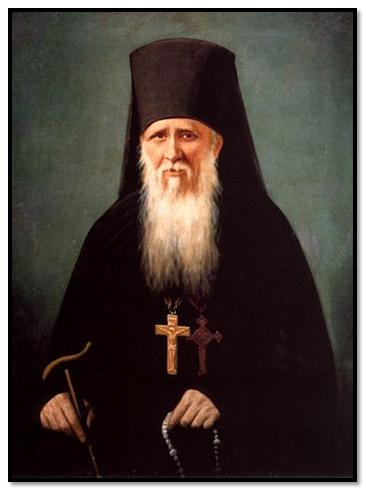
Ambroise d'Optina

Ambroise d'Optina (en russe : Амвро́сий О́птинский) (nom séculier : Александр Михайлович Гренков), né le 23 novembre 1812 dans un village (Bolchaïa Lipovitsa) du Gouvernement de Tambov et décédé le 10 octobre 1891 au monastère de Chamordino près de Kozelsk, est un hiéromoine de l'église orthodoxe russe. Il est canonisé et fêté comme saint depuis le 6 juin 1988, lors du concile local de l'Église orthodoxe en même temps que 8 autres personnalités orthodoxes. De son vivant, il était starets au monastère d'Optina où il a eu notamment comme fils spirituels Nectaire d'Optina (1853-1928) ou Isaac d'Optina le Jeune (1865-1938). Il était également le directeur spirituel de la Mère Sophie (Bolotova), première prieure du monastère de Chamordino, fondé en 1884. 
Sa vie aurait inspiré l'écrivain Fiodor Dostoïevski qui l'a peut-être pris comme modèle lors de la création du personnage du starets Zosime dans son roman Les Frères Karamazov. Il est fêté le 10 octobre.

## Référence
- (ru) Cet article est partiellement ou en totalité issu de l’article de Wikipédia en russe intitulé « Амвросий Оптинский » (voir la liste des auteurs).